# قرية الفرعة (النقب)
تعتبر قرية الفرعة معترف بها من قبل إسرائيل, يبلغ عدد سكانها حوالي 5000 نسمة, تقع القرية 6 كيلومتر شرقي قرية كسيفة. أسست القرية قبل قيام إسرائيل, سميت بهذا الاسم نسبة الى جبل مجاور يسمى “الفرعة”. هناك عدد من ابار المياه ومقبرة.
في عام 2006 ، تم الاعتراف بالقرية من قبل إسرائيل ولكن لا تزال هناك خلافات كبيرة حول موقع القرية وحجمها وعدد سكانها.

## الخدمات والبنى التحتية
يتم تزويد السكان بالمياه من خلال خط على الطريق الرئيسي، على بعد بضع الكيلومترات من القرية. السكان الذين يعيشون على مقربة من مكان البنية التحتية الخاصة بخطوط الأنابيب يتحملون تكاليف التشغيل والصيانة. أما السكان الذين يعيشون بعيدا فيضطرون إلى استخدام صهاريج المياه، مما يزيد من تكاليف المياه ويتطلب وقتا طويلا من الانتظار حتى يمتلئ  الصهريج. لا ترتبط منازل القرية بشبكة الكهرباء القطرية، وبالتالي يضطر السكان إلى استخدام الألواح الشمسية أو مولدات الكهرباء للحصول على الكهرباء.
لا تتوفر في القرية عيادة, حيث يضطر السكان للسفر الى بلدة عاراد والتي تبعد حوالي 3-4 كم أو إلى بلدة كسيفة. هناك مدرستين في القرية والتي تخدم السكان وبعض سكان المنطقة. الطريق المؤدية إلى المدرسة هو الطريق الوحيدة المعبدة في القرية. اما طلاب المرحلة الثانوية في القرية فيضطرون إلى السفر إلى بلدة كسيفة لإكمال تعليمهم.

## تهديدات
حسب مخطط  متروبولين في بئر السبع ، تم تحديد معظم مساحة القرية كمنطقة زراعية ريفية متكاملة وأجزاء منها تم تحديدها كمناطق ذات مناظر طبيعية صحراوية ومناطق التعدين والمحاجر. تجري في القرية العديد من عمليات هدم المنازل ، وهناك عشرات أوامر الهدم للمنازل في القرية. منذ عام 2004 ، تسعى شركة روتم البيرت إلى بناء منجم فوسفات مفتوح في الموقع ، مما سيشكل خطرًا صحيًا خطيرًا على أكثر من 11000 من سكان القرى غير المعترف بها في المنطقة. المسألة في قرار المحكمة العليا واستجابة لالتماس للمحكمة العليا قدمه “عدالة” وبلدية عاراد وسكان الفرعة ومنظمات أخرى. وعقدت جلسة في 27 فبراير 2019 ، أصدرت المحكمة العليا على إثرها أمرًا مشروطًا يلقي العبء على الدولة لإقناع المحكمة لماذا لا تتدخل في موافقة NPA 14 / B ، والتي تشمل تعدين الفوسفات في مجال واضح ، وتأمر بإعادة المخطط إلى المجلس الوطني للتخطيط والبناء. وقد استندت المحكمة في قرارها إلى أن المخطط لم يفحص الآثار الصحية المحتملة على سكان المنطقة.